# Maria Lubieniecka

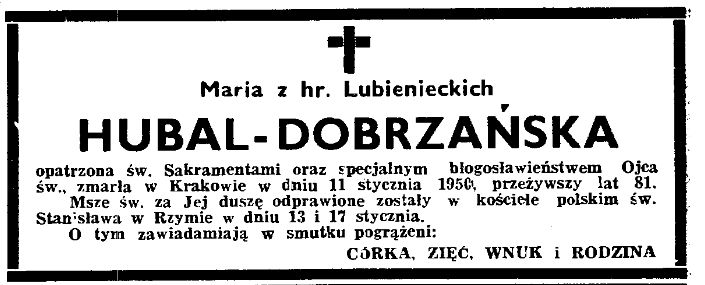
Klepsydra Marii Hubal-Dobrzańskiej zamieszczona przez rodzinę w wydawanym w Londynie "Orle Białym".

Maria Lubieniecka (ur. 24 kwietnia 1871 w Bąkowie k. Sandomierza, zm. 11 stycznia 1950 w Krakowie) – hrabianka, matka pułkownika Henryka Dobrzańskiego ps. „Hubal”, była żoną Henryka Dobrzańskiego de Hubal, córką Włodzimierza Lubienieckiego, uczestnika powstania styczniowego, oraz wnuczką Hipolita Lubienieckiego, ppor. Krakusów, uczestnika powstania listopadowego.